# Маленькие драмы
Маленькие драмы (пол. Małe dramaty) — польский фильм режиссёра Януша Насфетера 1958 года.

## Сюжет
Фильм состоит из двух историй-новелл.
Первая посвящена ребятам, которые очень хотят покататься на карусели в луна-парке, что недавно приехал в город. Однако у мальчишек нет денег. Они придумывают хитрый план - крутить карусель вручную, но после этого та ломается...
Вторая история рассказывает о 10-летнем мальчике, который желает выделиться среди своих сверстников. Он называет себя «Миллионером» и в доказательства предоставляет свою копилку, на средства в которой мальчик сможет в скором времени купить себе новый велосипед...

## В ролях
- Войчех Литынски — «Скутер»
- Анджей Насфетер — «Рыжий»
- Марек Папротны
- Томаш Маизель
- Ежи Палмовски — «Сова»
- Тадеуш Вишневски — «Белка»
- Станислав Мильский — дед «Совы»
- Александр Корнель — «Миллионер»
- Хенрик Фогель — «Коренастый»
- Анджей Папротны
- Галина Пжибыльска — мама «Миллионера»
- Веслава Мазуркевич — продавщица
- Зыгмунт Зинтель — мужчина

## Озвучивание
- Александра Бабаева
- Зинаида Бокарёва
- Маргарита Корабельникова
- Ирина Паппе
- Ирина Потоцкая
- Марианна Тархова